# Muscle sphincter interne de l'urètre
Le muscle sphincter interne de l'urètre est un faisceau de muscles lisses situé à la jonction de l'urètre et de la vessie.
Il est en continuité avec le muscle détrusor de la vessie mais anatomiquement et fonctionnellement totalement indépendant de ce dernier.
On trouve dans la littérature de nombreuses autres dénominations : le muscle sphincter de la vessie, le sphincter vésical, le sphincter interne de l’urètre de Henle ou le sphincter lisse de l’urètre

## Fonction
En resserrant l'orifice urétral interne, c'est le muscle principal intervenant dans la continence urinaire, empêchant les fuites urinaires par une contraction tonique.
Cette fonction est partagée avec le muscle sphincter externe de l'urètre qui est sous contrôle volontaire.

## Innervation
Il est innervé par le système nerveux sympathique par des fibres issues du plexus hypogastrique inférieur et du plexus vésical.
Il est contrôlé par le nerf hypogastrique, principalement via des récepteurs α1.

## Fonctionnement
Durant la miction, les neurones pré-ganglionnaires de la voie sympathique sont inhibés via des signaux provenant du centre mictionnel pontique à travers les voies réticulo-spinales descendantes.
Lors de l'éjaculation, le muscle se contracte pour empêcher le reflux du sperme dans la vessie, phénomène appelé éjaculation rétrograde.
Les spasmes du sphincter urétral interne sont associés à l'érection du pénis.
Parce que le sphincter urétral interne est sous contrôle involontaire, on pense qu'il joue un rôle dans la parurésie, dans laquelle une personne qui se perçoit comme étant sous observation est incapable d'uriner.